# Рецептивная музыкальная терапия
Рецептивная (пассивная) музыкальная терапия (от лат. receptio — приём, принятие) — процесс восприятия музыки с терапевтической целью. Одна из трёх основных форм музыкальной терапии (наряду активной и интегративной формами).

## Процедура
Как правило, терапевт предлагает определённую тему для разговора, которая направляет внимание клиента, позволяя ему сосредоточиться на своих переживаниях и чувствах. Прослушивание музыки приводит к тому, что
обсуждение этой темы проходит более эмоционально и спектр эмоций становится более широким.
Возможен и подход, когда обсуждаются возникшие у клиента в процессе прослушивания музыки ассоциации и всплывшие в памяти события и сюжеты. На начальном этапе терапии слушатель реагирует на целый комплекс впечатлений, поэтому сюжеты могут не возникать, а эмоции плохо дифференцируются. Однако при дальнейшей работе слушатель научается направлять внимание внутрь себя и на свои ощущения. Иногда в ходе музыкальной терапии просят специально придумать какую-то историю, чтобы дать толчок воображению.
В рецептивной музыкальной терапии, рассматриваемой как психотерапия, решающими оказываются терапевтические разговоры о возникающих при и после прослушивания той или иной музыки чувствах. Возникшие у него желание сопротивления или чувства и ощущения могут в результате подобного разговора стать вполне осознанными и быть включёнными в актуальную концепцию жизни.

## Влияние музыки на физиологические показатели
В зависимости от высоты, силы и тембра звука, темпа и тональности музыкальных произведений изменяются показатели сердечно-сосудистой системы, вегетативные реакции. Мажорная музыка быстрого темпа учащает пульс, повышает систолическое артериальное давление, увеличивает тонус мышц и повышает температуру кожи. Минорная музыка медленного темпа урежает частоту сердечных сокращений, снижает систолическое артериальное давление, а также тонус мышц и температуру кожи.

## Разновидности рецептивной музыкотерапии
Различают три формы рецептивной музыкальной терапии:
- Коммуникативная — совместное прослушивание музыки, направленное на поддержание взаимных контактов, взаимопонимания и доверия;
- Реактивная — направлена на достижение катарсиса;
- Регулятивная — способствующая снижению нервно-психического напряжения.

Также рецептивную музыкотерапию делят на:
1. Групповою — разновидность групповой терапии, при которой пациенты в группе прослушивают специально подобранные музыкальные произведения, а затем обсуждают собственные переживания, воспоминания, мысли, ассоциации, фантазии (часто проективного характера), возникающие у них в ходе прослушивания.
2. Индивидуальную — работа с одним пациентом и его переживаниями.

Музыка может быть представлена как:
1. Запись музыкального отрывка;
2. Непосредственное исполнение терапевтом живой музыки.

## Отличие рецептивной музыкотерапии от индивидуального восприятия музыки
Человек может слушать музыку и самостоятельно, углубляясь в свои чувства, но это не будет являться музыкальной терапией. В этом случае не будет терапевта, направляющего внимание и задающего необходимую тему для разговора. Также терапевт специально подбирает музыку, которая поможет тому или иному пациенту разобраться в своих чувствах. Самостоятельно же человек может усугубить положение. Впрочем прослушивание музыки, особенно классической, с прислушиванием к своим чувствам также оказывает положительное влияние на самочувствие.